# Шевелёнка

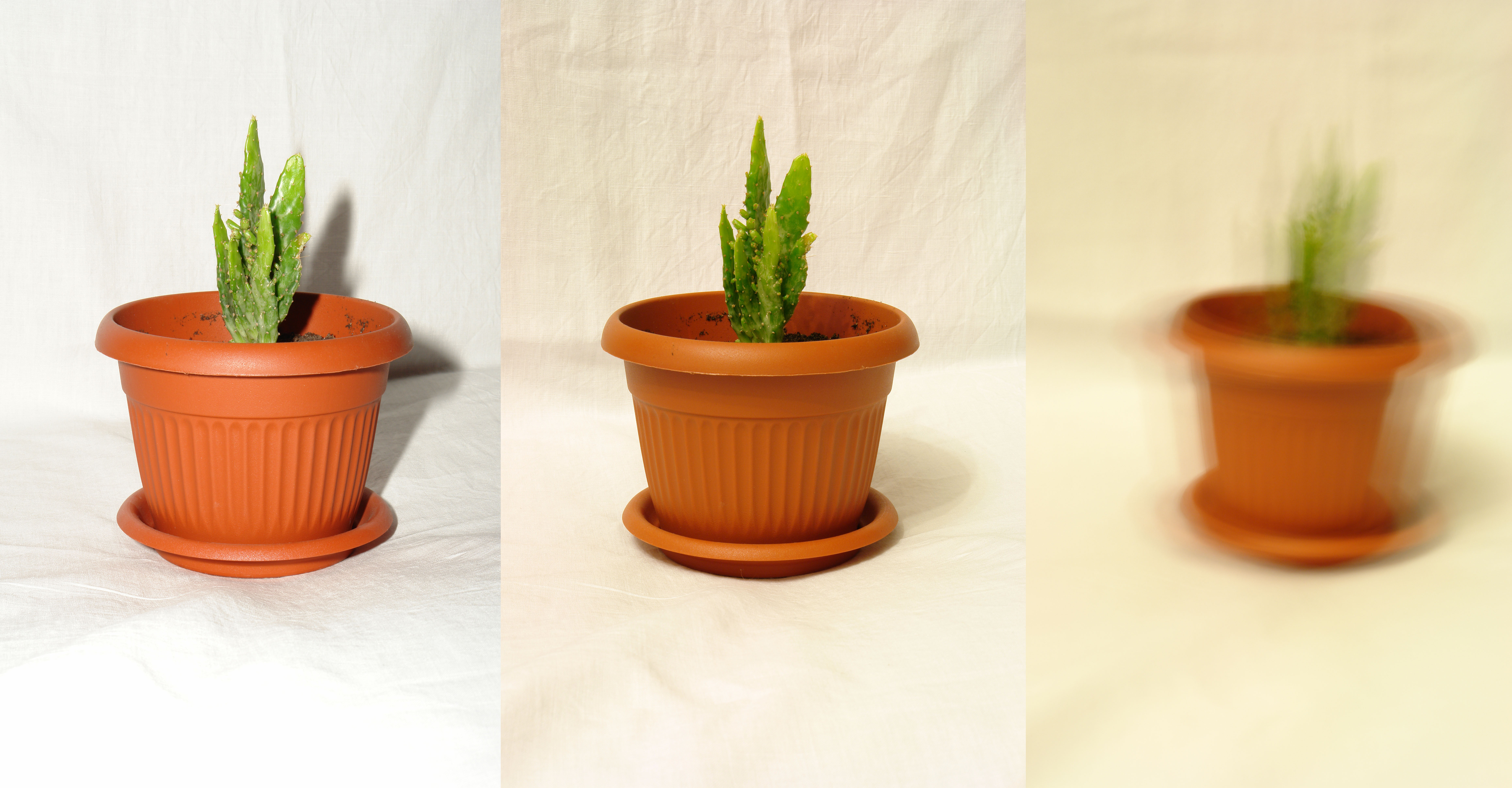
Пример фотографии, слева направо — со вспышкой, со штатива (выдержка 8 с), без штатива (выдержка 8 с)

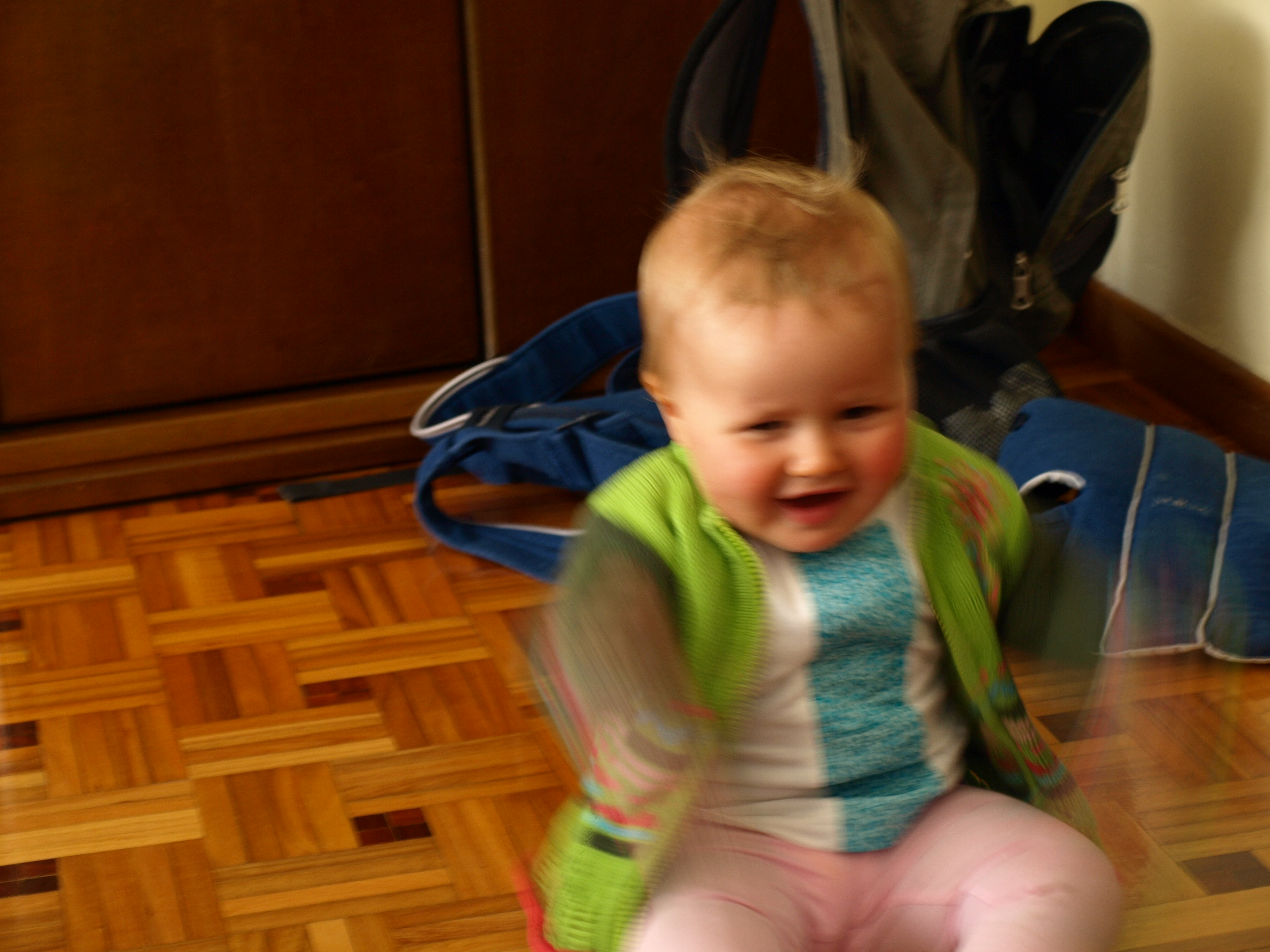
Пример фотографии (выдержка 1/15 с), испорченной перемещением объекта во время экспозиции.

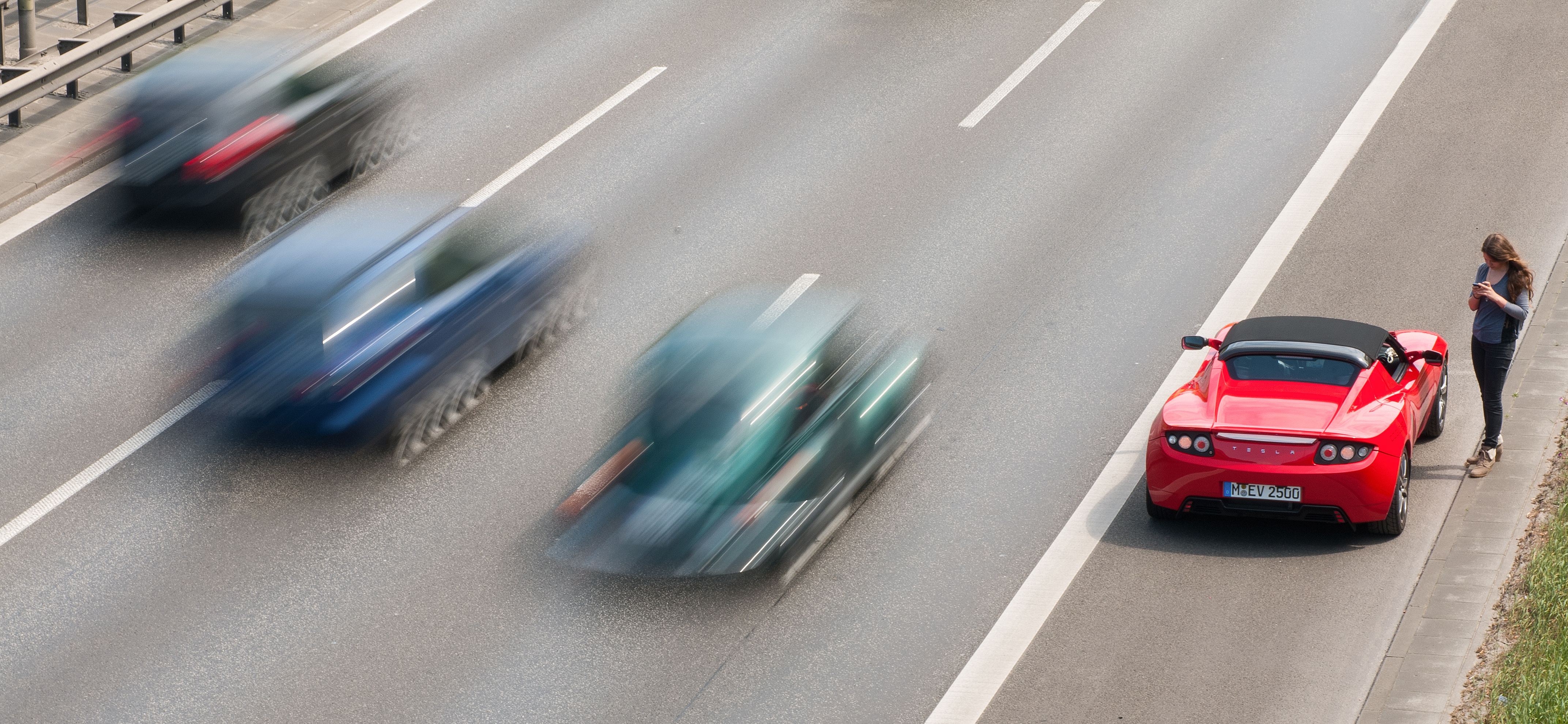

«Шевелёнка» (англ. Motion blur, также разг. «смаз», «стряхивание», «сдёргивание») — фотографический дефект, нечёткость изображения (смазанность, зачастую, с двумя или несколькими, более чёткими фазами), вызванная движением объекта съёмки или камеры в момент экспонирования.
Порой термины «шевелёнка» и «сдёргивание кадра» разграничиваются, и им придаются собственные смысловые оттенки: «шевелёнка» употребляется применительно к движению самих объектов в кадре, в то время, как «сдёргивание» или «стряхивание» — к движению камеры. Однако возможно обратное употребление. Данный набор терминов для описания явления — не устоявшийся, возможны разночтения.

## История
На начальном этапе развития фотографии форматные камеры были большими и тяжёлыми, и фотосъёмку, как правило, проводили со штатива, что исключало движение аппарата, а низкая чувствительность фотоматериалов нивелировала дрожание камеры от затвора или прикосновений фотографа. Однако та же низкая чувствительность требовала большой экспозиции и делала съёмку чувствительной к движениям объектов съемки (именно на этом этапе появились традиционные слова фотографа: «Не двигаться! Сейчас вылетит птичка!»).
С увеличением чувствительности фотоматериалов требования к объектам съемки уменьшаются, но съемка становится чувствительней к дрожанию камеры от прикосновений фотографа (для исключения чего для спуска стал применяться тросик) и срабатывания затвора. Лучшие результаты получались при фотосъёмке фотоаппаратами с центральным затвором благодаря меньшей массе перемещающихся частей и симметрии перемещений относительно оси объектива.
С появлением зеркальных фотоаппаратов (среднего формата) появился еще один источник колебаний камеры — сотрясение камеры при подъеме зеркала, имевшего значительную массу. Так, фотоаппараты «Салют» первых выпусков имели несбалансированный привод затвора и зеркало, что значительно усложняло фотосъёмку. С дальнейшим уменьшением размеров зеркала в зеркальных камерах меньших форматов и применением различных методов подавления негативного эффекта от подъема зеркала различим только при применении телеобъективов.
С уменьшением размеров фотоаппаратов основной причиной «шевелёнки» стала съёмка «с рук» в результате их естественного дрожания и опускания камеры в результате нажатия на спусковую кнопку и возвращения при отпускании. С уменьшением веса камеры этот фактор лишь усугублялся. Другим фактором, увеличившим «шевеленку», стал отказ от оптических видоискателей, служивших фотографу дополнительной точкой опоры, в пользу прицеливанию по ЖК-экрану современных цифровых камер.
Многие современные цифровые фотоаппараты предупреждают фотографа о недостаточно короткой выдержке для съемки с рук специальной пиктограммой (изображением ладошки, значком показывающим дрожащую камеру и т. п.) и/или выделением данных экспонометра красным цветом.

## Как избежать «смаза»
Из опыта фотографов, снимающих на плёнку 35 мм, известно, что во избежание заметного «смаза» при съёмке с рук знаменатель значения выдержки в секундах должен быть не менее значения фокусного расстояния объектива в миллиметрах. Например, при съемке с рук объективом 50 мм следует ставить выдержку не более 1/50 секунды. Объектив «Пеленг» с фокусным расстоянием 8 мм позволяет снимать, не опасаясь «смаза» изображения, с выдержкой 1/10 секунды.
На кадрах других форматов узнать выдержку, при которой «смаз» не играет роли, можно по одной из следующих формул:
или
где: {\displaystyle T} — выдержка в секундах, {\displaystyle K_{f}} — кроп-фактор, а {\displaystyle f} — фокусное расстояние объектива для данного кадра в миллиметрах, {\displaystyle F} — эквивалентное фокусное расстояние для данного кадра в миллиметрах. Например, максимальная выдержка без «смаза» не более {\displaystyle T=1/400} сек. при съёмке с рук с {\displaystyle f=100} мм и {\displaystyle K_{f}=4}. За этот промежуток времени фотоаппарат не успевает сдвинуться, и кадр получается достаточно четким. Приведенный пример характерен для хорошего освещения.
Следует понимать, что указанная граница является не жёсткой, а статистической: заметный «смаз» может быть заметен и при более коротких выдержках, а резкие снимки могут получаться и при более длительных. Однако, чем дальше (в ту или иную сторону) выдержка от данного порога, тем меньше вероятность получения противоречащих данному правилу фотографий.

### Методы и приспособления по уменьшению «шевелёнки» и «смаза»
Все эти методы направлены на ликвидацию (уменьшение) или компенсацию движений фотоаппарата и объекта съёмки или эффекта от них.
- Методы уменьшения выдержки. Их необходимо упомянуть отдельно, потому что, в отличие от всех остальных методов, они способны уменьшить эффект от движения не только фотоаппарата, но и объекта съёмки:
  - Применение фотоматериалов (или режима) большей чувствительности и/или оптики большей светосилы
  - Применение дополнительного освещения, в том числе фотовспышки. При съёмке со вспышкой при малом освещении выдержка определяется не временем открытия затвора, а временем свечения импульсной лампы, которое составляет порядка 1/1000 сек, поэтому такие снимки практически не страдают от шевелёнки — за столь короткое время фотоаппарат не успевает существенно изменить положение. Несмотря на это, за оставшееся время открытия затвора яркие движущиеся объекты могут проэкспонироваться и быть заметными в виде шлейфа от основного изображения.
    - Для уменьшения этого эффекта разработчики фотографических затворов стремятся уменьшить выдержку, на которой затвор полностью открыт, а также вводят механизмы высокоскоростной синхронизации с лампами-вспышками.
    - Художественное использование эффекта для демонстрации движения объекта достигается выбором режима синхронизации вспышки «по задней шторке».
- Общие приёмы съёмки для уменьшения дрожания рук и воздействия на фотоаппарат, как то — съёмка из удобной позы, крепкое удержание камеры, использование «контактного» видоискателя, исключение резкого нажатия и резкого отпускания кнопки спуска (в том числе применение автоспуска), задержка дыхания на время экспозиции и т. п.
- Использование дополнительной или улучшенной опоры (в дополнение к рукам):
  - Различные импровизированные опоры (деревья, перила и т. д.).
  - Фоторужьё: ложа с прикладом, на которые крепится фотоаппарат. Некоторые виды настольных штативов можно превратить в импровизированное фоторужьё[5].
  - «Гибкий штатив»: в штативный разъём вкручивается винт, к которому привязан шнурок или цепочка подходящей длины. Когда нужно зафиксировать фотоаппарат, на шнурок встают ногой и натягивают его[5].
  - Использование штатива без фиксации аппарата.
  - Монопод: телескопический стержень с креплением для фотоаппарата. Обеспечивает фотографу бо́льшую мобильность, чем штатив. Фактически система «монопод и две ноги фотографа» образует тот же трёхногий штатив.
- Стабилизатор изображения: устройство в фотоаппарате, позволяющее компенсировать небольшие движения фотоаппарата симметричным смещением группы линз или фотосенсора. По самым оптимистическим данным, выигрыш в величине допустимой выдержки составляет 8—16 раз (3—4 ступени экспозиции). При съёмке с зафиксированной камеры стабилизацию часто необходимо выключать во избежание ложного детектирования.
  - Электронная (или цифровая) стабилизация, распространённая в теле- и видеокамерах, для обычных цифровых фотокамер (выполняющих одно считывание с фотосенсора) неприменима.
- Фиксация положения аппарата с помощью различных приспособлений:
  - Штатив. Обеспечивает наилучшую устойчивость фотоаппарата во всём диапазоне выдержек, вплоть до часов и суток.
  - Настольный штатив: предназначен для ситуаций, когда обычный штатив оказывается слишком громоздким.
  - Струбцина: в отличие от настольного штатива, не стоит на столе, а привинчивается к столу. стулу, перилам и т. п. Обеспечивает лучшую фиксацию камеры, незаменима для съёмки выполняемых на столе экспериментов. Многие струбцины снабжены шурупом, позволяющим укрепить их на деревянной поверхности — заборе, стене, столбе.
  - Стедикам, гироскопический стабилизатор, гироплатформа. Устройство, содержащее гироскоп (возможно, два или три), узел фиксации оси гироскопа, демпфирующий узел и крепление для съёмочного оборудования. Сохраняет направление оптической оси объектива, используя гироскопический эффект. При кадрировании ось гироскопа свободна, и аппарат можно повернуть в произвольное положение. В момент съёмки платформа фиксируется относительно оси гироскопа. Недостаток системы — высокое энергопотребление и стоимость.
- Применение бесконтактного спуска (в основном, при зафиксированном или частично зафиксированном аппарате) призвано исключить воздействие рук фотографа при нажатии спуска. Фотограф нажимает на кнопку дистанционного управления свободной рукой или зубами[6].
  - Спусковой тросик — механическое или электрическое устройство, присоединяемое к кнопке пуска или специальному разъёму на фотоаппарате, нажатие кнопки на котором приводит к срабатыванию затвора фотоаппарата[7]. В механическом варианте представляет собой гибкую металлическую трубку длиной до 40 см с гибким стержнем внутри. С одной стороны тросика — кнопка для нажатия. С другой — коническая резьба для вворачивания в отверстие спусковой кнопки.
  - Дистанционное управление спуском, как правило, инфракрасное.
  - Автоспуск — механическое или электронное устройство фотоаппарата для задержки момента спуска затвора.
- Предварительный подъём зеркала — технический приём, обеспечивающий подъём зеркала за некоторое время до спуска затвора. Пауза делается для того, чтобы избежать вибрации камеры от «хлопка» зеркала во время экспозиции.
- Производство нескольких снимков (последовательной съёмкой, в режиме серийной съёмки или брекетинга) с последующим выбором наиболее чёткого. При серийной съёмке, например, первые кадры могут быть более шевелёнными, нежели последующие. Некоторые цифровые фотоаппараты производят несколько снимков сразу и позволяют выбирать из них наиболее удачный (Olympus Camedia E-100RS) или делают этот выбор самостоятельно (Nikon Coolpix P5000).